# Corambe obscura
Corambe obscura (A.E. Verrill, 1870) è un mollusco nudibranchio della famiglia Corambidae.

## Biologia
Si ciba di briozoi delle specie Acanthodeseia tenuis, Alcyonidium hauffi,  Conopeum tenuissimum ed Electra crustulenta.

## Distribuzione e habitat
È stata trovata presso la costa est degli Stati Uniti d'America da 25° Nord a 41° Nord e da 71° Ovest a 98° Ovest, pressappoco dalle coste del Massachusetts a quelle del Texas. La profondità di rinvenimento non ha mai superato i 25 metri.